# 間宮改衣
間宮 改衣（まみや かい、1992年 - ）は、日本の小説家。

## 経歴・人物
大分県大分市生まれ、東京都在住。2023年、投稿作「ここはすべての夜明けまえ」が第11回ハヤカワSFコンテスト特別賞を受賞し、『S-Fマガジン』に掲載されたことで作家デビューした。同作が最終選考に選出された後の2023年7月から12月まで、映画美学校言語表現コースことばの学校基礎科を受講し、佐々木敦、山下澄人の講義を受講した。2024年に『ここはすべての夜明けまえ』を刊行し、第37回三島由紀夫賞候補作となる。

## 作品リスト

### 単行本
- 『ここはすべての夜明けまえ』（早川書房、2024年3月）ISBN 978-4152103147
  - 初出:『S-Fマガジン』2024年2月号

### 雑誌掲載作品
小説
- 「ライフリクエスト」 - 『文藝』2024年冬季号（河出書房新社）
- 「鵺の皮」 - 『小説新潮』2024年12月号（新潮社）
- 「弔いのひ」 - 『新潮』2025年8月号（新潮社）
- 「交かん会」 - 『小説すばる』2025年8月号（集英社）

エッセイなど
- 「一人日記リレー」 - 『新潮』2024年7月号（新潮社）
- 「私の窓辺」 - 『文學界』2024年8月号（文藝春秋）
- 「眠り薬」 - 『群像』2024年10月号（講談社）
- 「ルンバがきた」[3] - 『別冊文藝春秋』2024年11月号（文藝春秋）
- 「視聴履歴」 - 『小説トリッパー』2024年冬季号（朝日新聞出版）